# Катастрофа Let L-410 в Ресифи
Авиакатастрофа в Ресифи — авиационное происшествие (катастрофа) с самолётом Let L-410 Turbolet бразильской авиакомпании Noar Linhas Aéreas, выполнявшим 13 июля 2011 года регулярный пассажирский рейс 4896 из международного аэропорта Гуарарапис (Ресифи) в аэропорт Мосоро (город Мосоро) с промежуточной посадкой в международном аэропорту Аугусту Северу (Натал). В катастрофе погибли все 16 человек, находившиеся на борту лайнера.

## Самолёт
Самолёт Let L-410UVP-E20 (регистрационный PR-NOB) был выпущен в 2010 году под серийным номером 2722. В июне 2010 года лайнер был введён в эксплуатацию в авиакомпании Noar Linhas Aéreas. L-410 оснащён двумя турбовинтовыми двигателями M601 чешского производителя Walter Aircraft Engines. M601 представляет собой турбовальный двигатель со свободной турбиной, в котором пропеллер приводится в движение силовой турбиной, не связанной с турбиной газогенератора (иногда называемой турбиной компрессора).

## Катастрофа
Самолёт выполнял регулярный рейс 4896 по маршруту Ресифи — Натал (аэропорт Аугусту Северу) — Мосоро. Вскоре после взлёта из международного аэропорта Гуарарапис в 06:51 местного времени (09:51 UTC) экипаж подал сигнал бедствия и сообщил о намерении совершить аварийную посадку на атлантическое побережье Боа-Вьяжем (порт. Boa Viagem). Затем, по сообщению очевидцев, самолёт стал резко терять высоту и столкнулся с земной поверхностью в поле на удалении в 1200 метров от торца взлётно-посадочной полосы аэропорта. После падения возник пожар. На борту самолёта находилось 2 члена экипажа и 14 пассажиров, погибли все 16 человек.

## Расследование
Бразильский Центр расследования и предотвращения авиационных происшествий (CENIPA) запустил расследование.
В июле 2013 года CENIPA опубликовал окончательный отчёт. Согласно ему, левый двигатель отказал из-за того, что вскоре после отрыва самолёта от взлётно-посадочной полосы отломилась лопасть турбины газогенератора, что привело к серьёзному повреждению двигателя и потере мощности. Причиной поломки стала усталость металла, первоначально возникшая внутри лопасти под её поверхностью. Флуоресцентная дефектоскопия, проведённая во время технического обслуживания за 6 месяцев до аварии, не выявила отклонений,.
Хотя двухмоторные самолёты обычно способны летать с одним неработающим двигателем, в отчёте было выявлено несколько факторов, помешавших судну поддерживать высоту и скорость, в том числе превышение максимального взлётного веса на 130 кг (290 фунтов) из-за ошибки в программном обеспечении, которое использовал полётный диспетчер авиакомпании, недостаточное использование руля вправо пилотом и неполное следование рекомендуемой аварийной процедуры в случае отказа двигателя при взлёте.
В отчёте были отмечены недостатки в программе обучения авиакомпании на самолёт L-410 в плане отказа двигателя при взлёте, а также расхождения между различными версиями контрольных листов, которые были доступны лётным экипажам. CENIPA дал Noar и Let несколько рекомендаций по безопасности для решения таких проблем, а GE Aviation, владельцу производителя двигателей Walter, рекомендовал «пересмотреть метод, используемый для проверки лопастей».